# کورت گاینزر
کورت گاینزر (انگلیسی: Kurt Geinzer؛ زادهٔ ۳ ژوئیهٔ ۱۹۴۸) بازیکن فوتبال اهل آلمان است.
از باشگاه‌هایی که در آن بازی کرده‌است می‌توان به باشگاه فوتبال نورنبرگ اشاره کرد.